# Числа харшад
Число харшад, або число Нівена, — це натуральне число, що ділиться на суму своїх цифр.
Таким числом є, наприклад, 1729, оскільки 1729=(1+7+2+9)*91.
Очевидно, що всі числа від 1 до 10 є числами харшад.
Перші 50 чисел харшад, не менші за 10: 10, 12, 18, 20, 21, 24, 27, 30, 36, 40, 42, 45, 48, 50, 54, 60, 63, 70, 72, 80, 81, 84, 90, 100, 102, 108, 110, 111, 112, 114, 117, 120, 126, 132, 133, 135, 140, 144, 150, 152, 153, 156, 162, 171, 180, 190, 192, 195, 198, 200.
Має зміст також розглядати числа харшад в інших системах числення.
Числа, які є числами харшад у всіх системах числення, називаються узагальненими числами харшад. Їх всього чотири: 1, 2, 4, 6.

## Оцінка густини розподілу чисел харшад
Нехай N(x) — кількість чисел харшад, не більших за x, тоді для будь-якого ε > 0,
{\displaystyle x^{1-\varepsilon }\ll N(x)\ll {\frac {x\log \log x}{\log x}}}
Більше того:
{\displaystyle N(x)=(c+o(1)){\frac {x}{\log x}}}
де c = (14/27)  log 10 ≈ 1.1939.